# Julio de Cárdenas y Rodríguez
Julio de Cárdenas y Rodríguez (Matanzas, 1849-La Habana, 1922) fue un jurista y político cubano.

## Biografía
Nacido el 12 de abril de 1849 en Matanzas, empezó su educación en el Colegio San Francisco de Asís, dirigido entonces por José Alonso y Delgado. Pasó posteriormente a la Universidad de La Habana y completó los estudios de Derecho, los cuales puso en práctica en el bufet de Antonio González de Mendoza.

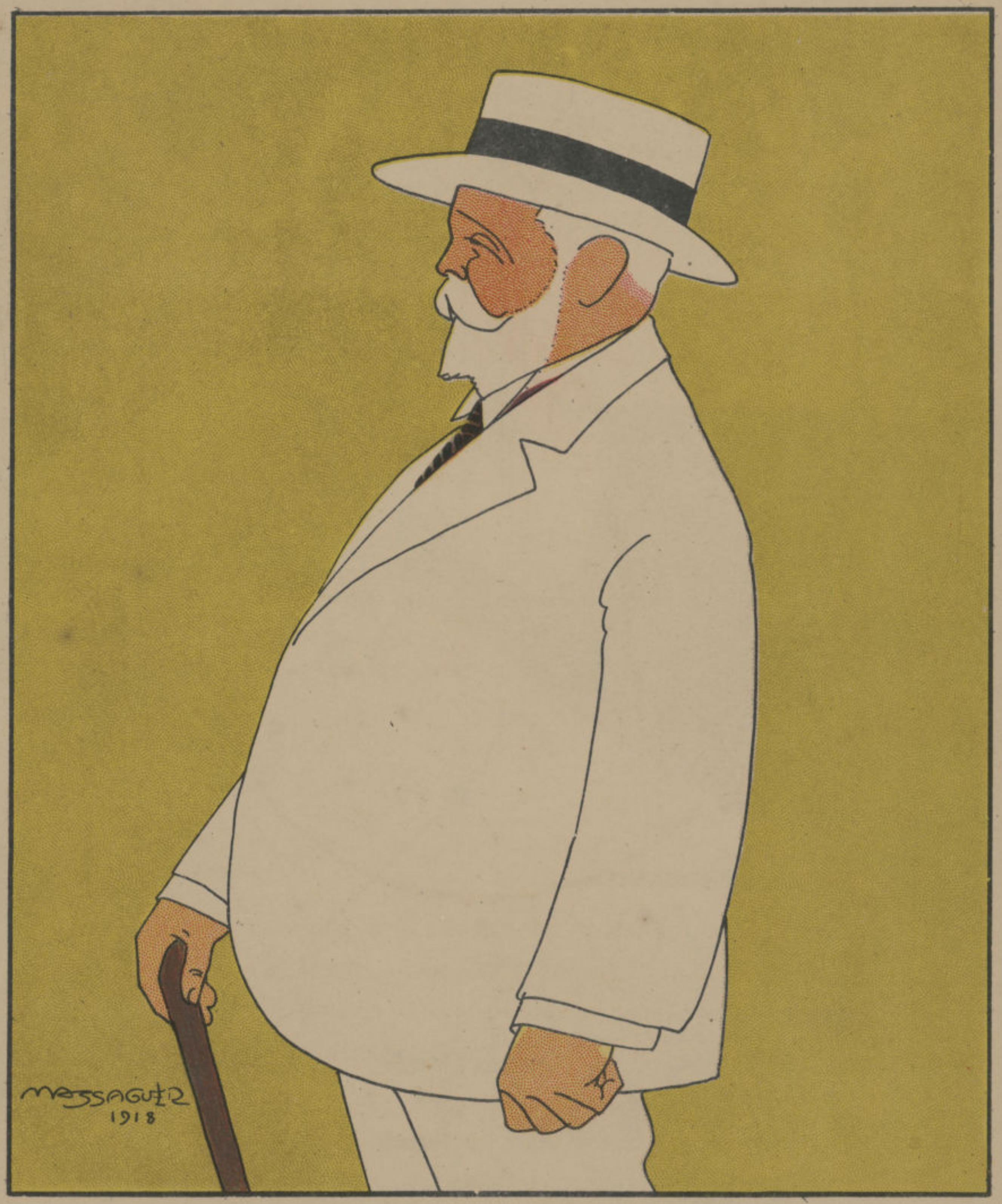
Retratado por Massaguer en la revista Social (1918)

En mayo de 1894 fue nombrado juez municipal del distrito del Pilar en La Habana, en 1899 el general Brooke le nombró juez presidente de la Sección Criminal de la Audiencia Provincial de La Habana y en 1901 el general Wood le nombró juez presidente de la Audiencia Provincial de Santa Clara. En 1906 el Ayuntamiento de La Habana le eligió alcalde y en 1908 fue elegido por voto popular para el mismo cargo con los conservadores. Tras cesar en el cargo de alcalde fue nombrado en 1913 fiscal del Tribunal Supremo, puesto que mantuvo hasta 1918.
Falleció el 13 de diciembre de 1922 en La Habana. Casado con Rosa Echarte y Alfonso, tuvo con ella varios hijos, entre ellos Raúl de Cárdenas y Echarte.